# Zakopa
Zakopa is een plaats in de gemeente Dvor in de Kroatische provincie Sisak-Moslavina. De plaats telt 58 inwoners (2001).